# Denise Sadek Khalil
Denise Sadek-Khalil, née Massouda en mars 1921 au Caire dans une famille juive karaïte et décédée le 14 avril 2012 à Paris, est une linguiste et orthophoniste.

## Biographie
Troisième d’une fratrie de six enfants, sa naissance coïncide avec la mort de sa tante, Rachel Lichaa.  Ses parents, Maître Lieto Khadr Massaouda et Sarah Lichaa, la confient à sa grand-mère maternelle. La bibliothèque de sa tante à laquelle elle aura accès sera la source son savoir. Après un parcours scolaire brillant, elle est tenue de quitter l’Université Américaine d’où son père donne sa démission, sans la prévenir.  Pour gagner sa vie, elle enseigne le français et les mathématiques à la Goutte de Lait et au lycée français d’Héliopolis.
De son union avec Helmi Sadek-Khalil naît, le 16 novembre 1945, Amr David, à qui elle dédiera chacune de ses œuvres.
Elle part pour l’Europe afin d’y faire soigner son fils. Là, elle rencontrera les plus grands professeurs de médecine. Son mari meurt accidentellement en 1950. Elle décide de quitter définitivement l’Égypte pour la France.
Ses rencontres avec Suzanne Borel-Maisonny et Gustave Guillaume seront déterminantes pour son parcours.
Denise Sadek-Khalil, devient l'assistante de Suzanne Borel-Maisonny, une pionnière dans la ré-éducation de la parole, qui crée en 1964 le diplôme d’orthophoniste en France. Travaillant peu chacune dans des domaines différents, mais complémentaires de la parole et du langage, elles approfondissent leurs recherches et sa mise en pratique auprès des enfants et des adultes en difficulté. Elles collaborent, sans exclusive, jusqu’à la mort de Suzanne Borel Maisonny,. 
Dans le même temps, Denise Sadek-khalil s'interroge sur les mécanismes de construction du langage. À cette occasion, elle rencontre Gustave Guillaume dont elle suit les cours avec assiduité, en parallèle de cours de psychologie, de psychiatrie et de
psychanalyse. Elle se forge ses propres techniques, basées sur une connaissance solide de la psychomécanique du langage, qu’elle adaptera à chacun, et notamment aux handicapés tels que sourds ou aphasiques, dans son enseignement auprès d'élèves orthophonistes ou dans des écoles de médecine. La correspondance de Gustave Guillaume témoigne de l'estime et du respect qu'il lui porte .

## Travaux
Denise Sadek-Khalil a publié une quinzaine d'ouvrages spécialisés notamment aux éditions Papyrus.
- Apport de la linguistique et la pédagogie
- Un test de langage
- Un second test de langage
- L'aphasie
- Un test de langage
- L'enfant sourd et la construction de la langue
- Quatre cours sur le langage en 9 Chapitres

## Sources
1. ↑  Colette Sirat, « Denise Sadek-Khalil » (consulté le 15 février 2013)
2. 1 2  Colette Sirat, « Gustave Guillaume et Denise Sadek-Khalil : la philosophie du langage », 12 mars 2012 (consulté le 15 février 2013)
3. ↑  Ouvrages publiés de Mme Denise Sadek Khalil